# Joubarbe des montagnes
Sempervivum montanum
Espèce
Classification phylogénétique
La Joubarbe des montagnes (Sempervivum montanum) est une espèce de plante herbacée vivace de la famille des Crassulacées.
C'est une plante grasse de montagne poussant entre 900 m et plus de 2 500 m dans les massifs du sud de l'Europe (Alpes, Pyrénées, Jura). En Provence, cette plante robuste avec des fleurs en étoiles roses qui s'épanouissent en juillet/août devient rare.

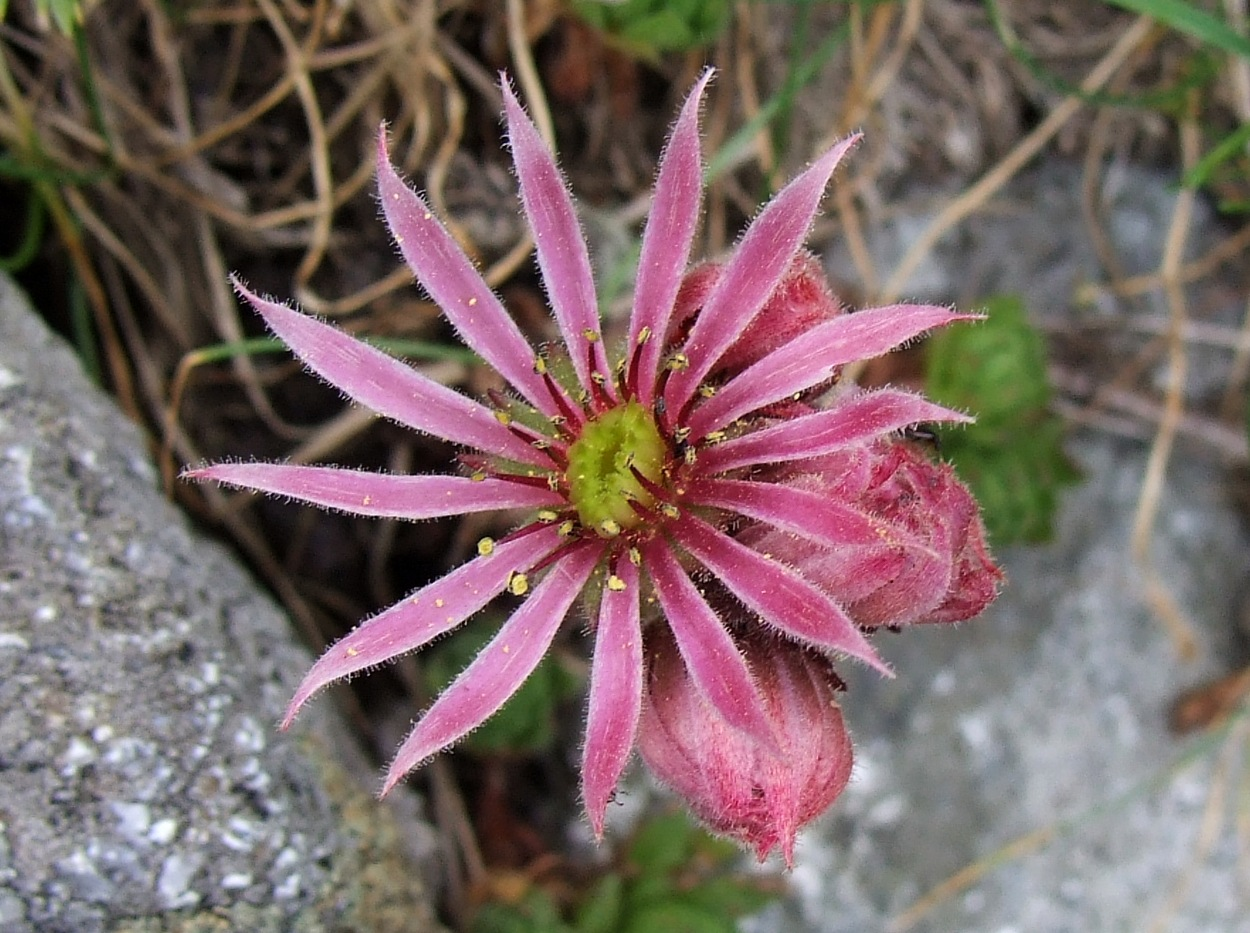
Fleur.

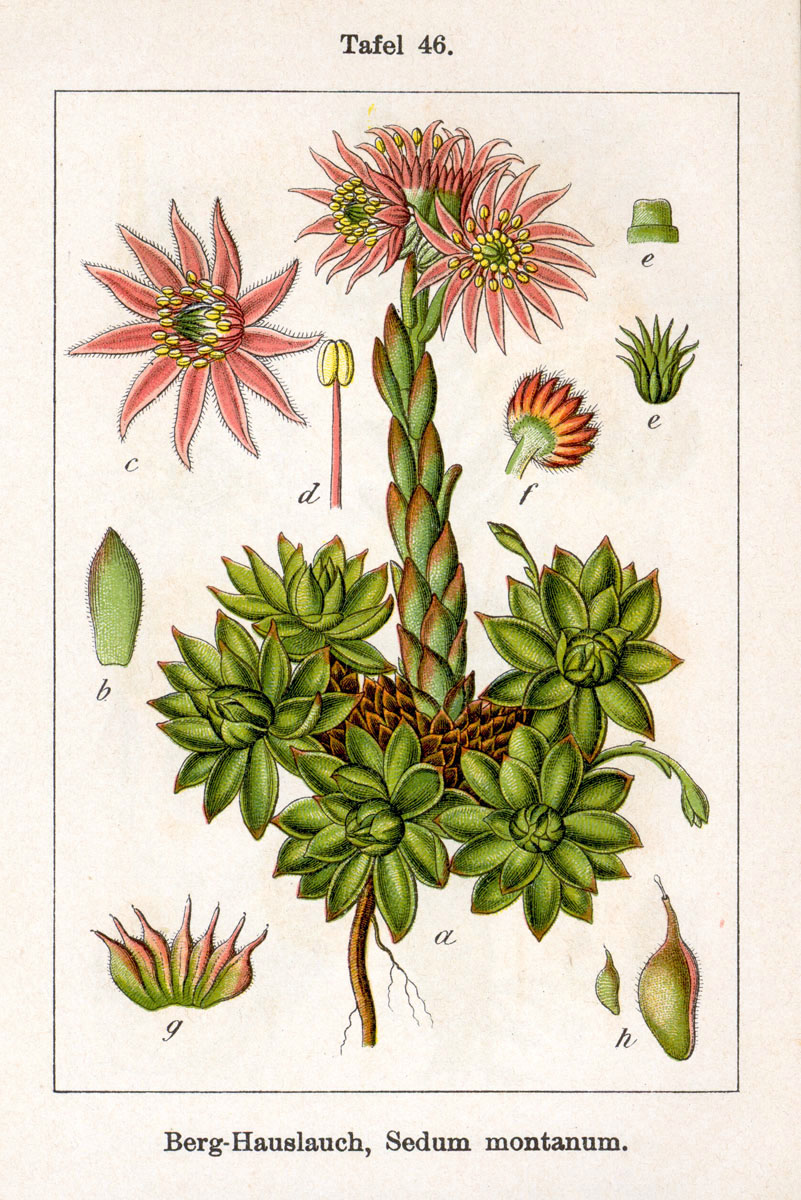
Joubarbe des montagnes.

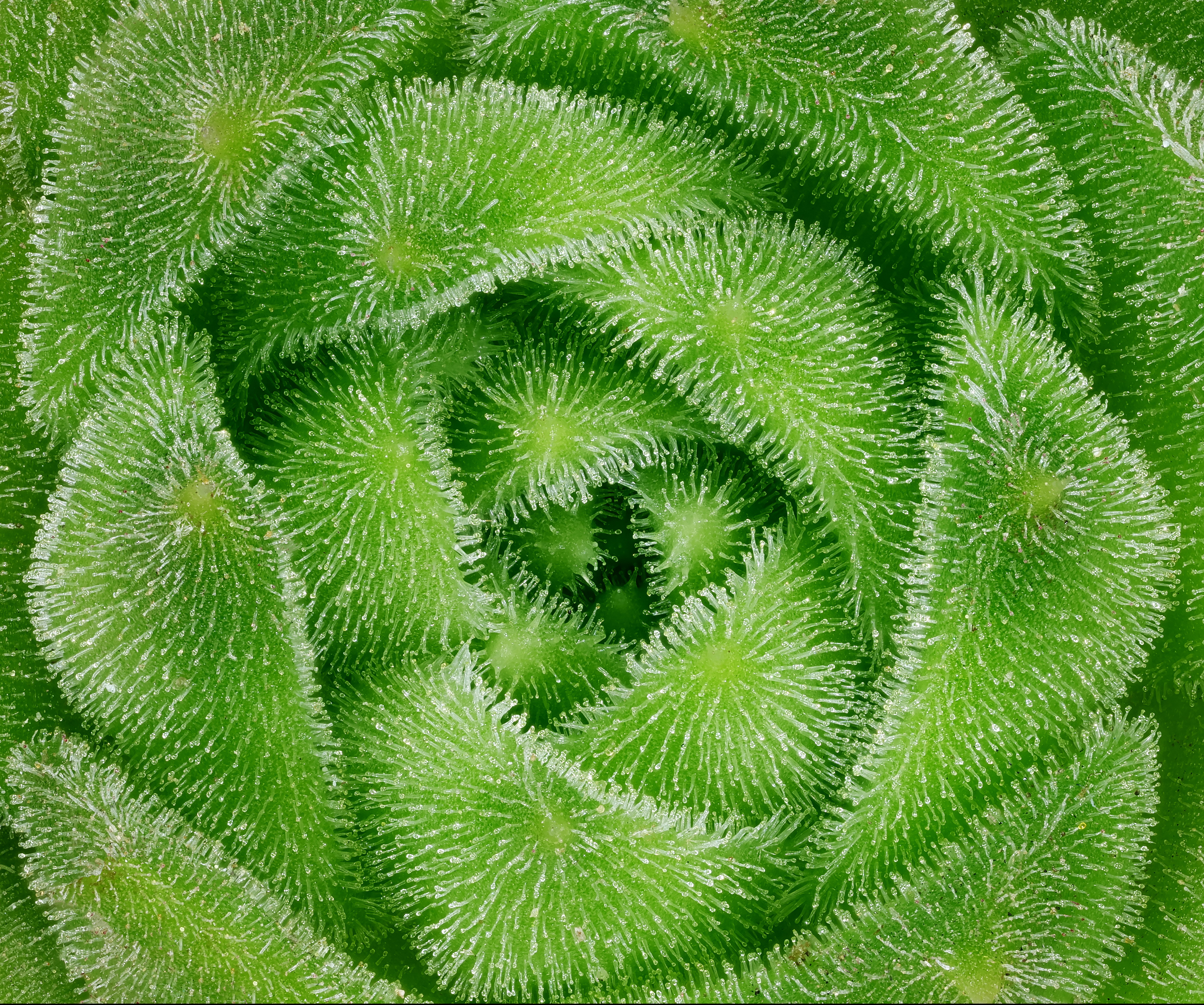
Joubarbe des montagnes dans les montagnes du Pirin en Bulgarie.

Cette espèce de joubarbe existe sur les crêtes de la montagne Sainte-Victoire entre 940 m et 1 010 m ; elle est à protéger absolument du fait de sa rareté dans cette région, elle y fleurit en juillet lorsque la sécheresse et la canicule ne sont pas trop sévères, sinon les boutons floraux ne s’épanouissent pas et se dessèchent. Elle n'existe pas dans le massif de la Sainte-Baume ni au Mont Aurélien, elle existe dans la région des gorges du Verdon.
Les feuilles de la Joubarbe des montagnes sont parfois parasitées par les larves du Syrphe Cheilosia caerulescens.